# Stained Class
《Stained Class》는 1978년 2월 10일에 발매된 영국의 헤비 메탈 밴드 주다스 프리스트의 네 번째 스튜디오 음반이다. 이 음반은 드러머인 레스 빙크스가 수록된 세 음반 중 첫 번째 음반이자, 잘 알려진 로고가 수록된 첫 음반이다. 이 음반은 어두운 가사와 테마로 악명을 얻었으며, 1990년 이 밴드가 두 명의 십대들의 자살 시도를 이끈 것으로 알려진 백마스킹을 했다는 비난을 받은 민사소송 재판도 있었다. 《Stained Class》는 Stereogum.com에서 가장 위대한 주다스 프리스트의 음반으로 선정되었으며, Allmusic.com에서 스티브 휴이에 의해 "주다스 프리스트의 가장 위대한 업적"으로 묘사되었다.

## 반응
| 전문가 평가                   | 전문가 평가 |
| 평가 점수                     | 평가 점수   |
| 출처                          | 점수        |
| ----------------------------- | ----------- |
| AllMusic                      | [ 4 ]       |
| Encyclopedia of Popular Music | [ 5 ]       |

2005년, 《Stained Class》는 《록 하드》 잡지의 "역사상 가장 위대한 록 & 메탈 음반 500장"에서 307위에 올랐다. 2017년에는 《롤링 스톤》의 "역사상 가장 위대한 메탈 음반 100장"에서 43위에 올랐다.
미국에서 이어지는 주다스 프리스트 음반의 성공 이후, 《Stained Class》는 결국 골드 인증을 받게 될 것이다.

## 곡 목록
| #  | 제목                                                 | 작사·작곡             | 재생 시간 |
| -- | ---------------------------------------------------- | --------------------- | --------- |
| 1. | 〈Exciter〉                                          | 롭 핼퍼드, 글렌 팁톤  | 5:34      |
| 2. | 〈White Heat, Red Hot〉                              | 팁톤                  | 4:20      |
| 3. | 〈Better by You, Better than Me (스푸키 투스 커버)〉 | 게리 라이트           | 3:24      |
| 4. | 〈Stained Class〉                                    | 핼퍼드, 팁톤          | 5:19      |
| 5. | 〈Invader〉                                          | 핼퍼드, 팁톤, 이언 힐 | 4:12      |

| #  | 제목                           | 작사·작곡                  | 재생 시간 |
| -- | ------------------------------ | -------------------------- | --------- |
| 6. | 〈Saints In Hell〉             | 핼퍼드, K. K. 다우닝, 팁톤 | 5:30      |
| 7. | 〈Savage〉                     | 핼퍼드, 다우닝             | 3:27      |
| 8. | 〈Beyond the Realms of Death〉 | 핼퍼드, 레스 빙크스        | 6:53      |
| 9. | 〈Heroes End〉                 | 팁톤                       | 5:01      |

## 인증
| 국가                       | 인증 | 판매량/출하량 |
| -------------------------- | ---- | ------------- |
| 미국 (RIAA)                | 골드 | 500,000^      |
| ^출하량을 기반으로 한 인증 |      |               |